# Alex Walsh
Alexandra (Alex) Walsh (Nashville, 31 juli 2001) is een Amerikaanse zwemster. Ze vertegenwoordigde haar vaderland op de Olympische Zomerspelen 2020 in Tokio.

## Carrière
Bij haar internationale debuut, op de Pan-Amerikaanse Spelen 2019 in Lima, veroverde Walsh de gouden medaille op zowel de 200 meter rugslag als de 200 meter wisselslag. Op de 4×200 meter vrije slag legde ze samen met Claire Rasmus, Sarah Gibson en Meaghan Raab beslag op de gouden medaille.
Tijdens de Olympische Zomerspelen van 2020 in Tokio sleepte de Amerikaanse de zilveren medaille in de wacht op de 200 meter wisselslag.

## Internationale toernooien
| Jaar | Olympische Spelen                         | WK langebaan                              | WK kortebaan                              | PanPacs                                   | Pan-Amerikaanse Spelen                             |
| ---- | ----------------------------------------- | ----------------------------------------- | ----------------------------------------- | ----------------------------------------- | -------------------------------------------------- |
| 2019 |                                           | geen deelname                             |                                           |                                           | 200m rugslag · 200m wisselslag · 4×200m vrije slag |
| 2020 | Geen toernooien vanwege de coronapandemie | Geen toernooien vanwege de coronapandemie | Geen toernooien vanwege de coronapandemie | Geen toernooien vanwege de coronapandemie | Geen toernooien vanwege de coronapandemie          |
| 2021 | 200m wisselslag                           |                                           | 13-18 december                            |                                           |                                                    |

## Persoonlijke records
Bijgewerkt tot en met 28 juli 2021
Kortebaan
| Afstand         | Tijd    | Datum            | Plaats    |
| --------------- | ------- | ---------------- | --------- |
| 50m rugslag     | 26,57   | 14 november 2017 | Tokio     |
| 100m rugslag    | 57,86   | 19 november 2017 | Singapore |
| 100m wisselslag | 58,76   | 15 november 2017 | Tokio     |
| 200m wisselslag | 2.06,14 | 18 november 2017 | Singapore |

Langebaan
| Afstand         | Tijd    | Datum            | Plaats |
| --------------- | ------- | ---------------- | ------ |
| 50m rugslag     | 28,25   | 27 juli 2018     | Irvine |
| 100m rugslag    | 1.00,23 | 23 augustus 2018 | Suva   |
| 200m rugslag    | 2.08,30 | 7 augustus 2019  | Lima   |
| 200m wisselslag | 2.08,65 | 28 juli 2021     | Tokio  |